# ورم الثدي
الورم الثديي هو ورم خبيث ينشأ في الغدة الثديية. وهو شائع في الكلاب والقطط الإناث الأكبر سنًا غير المُعقمة، لكنه يُمكن أن يُصيب الحيوانات الأخرى أيضًا. ترتبط الغدد الثديية في الكلاب والقطط بحلماتها وتمتد من أسفل الصدر إلى الفخذ على جانبي خط الوسط. هناك عديد الاختلافات بين أورام الثدي في الحيوانات وسرطان الثدي في البشر، بما في ذلك نوع الورم، والخباثة، وخيارات العلاج. يصل معدل انتشار هذا المرض بين الكلاب إلى ثلاثة أضعاف معدل انتشاره بين النساء. يُعد ورم الثدي ثاني أكثر الأورام شيوعًا عند الكلاب  بشكل عام، وأكثرها شيوعًا عند الكلاب الإناث. تبلغ نسبة حدوثه حوالي 3.4%. أظهرت العديد من الدراسات أن تعقيم الكلاب الإناث في سن مبكرة يُقلل بشكل كبير من خطر إصابتها بأورام الثدي عند التقدم في العمر. مقارنة بالكلاب الإناث غير المُعقمة، فإن تلك التي عُقمت قبل البلوغ لديها 0.5% من خطر الإصابة، بينما تلك التي عُقمت بعد دورة إباضة واحدة لديها 8.0% من الخطر، وتلك التي عُقمت بعد دورتين إباضة لديها 26.0% من خطر الإصابة بأورام الثدي لاحقًا في الحياة. بشكل عام، فإن الكلاب الإناث غير المعقمة معرضة لخطر الإصابة بأورام الثدي أكثر بسبع مرات من الكلاب المعقمة. على الرغم من أن فائدة التعقيم تقل مع كل دورة إباضة، إلا أنه أُثبت وجود بعض الفوائد حتى عند تعقيم الكلاب الإناث في سن 9 سنوات. يُعد خطر الإصابة بأورام الثدي عند الكلاب الذكور أقل بكثير (حوالي 1%)، بينما يُعد خطر الإصابة عند القطط حوالي نصف خطر الإصابة عند الكلاب.

## في الكلاب

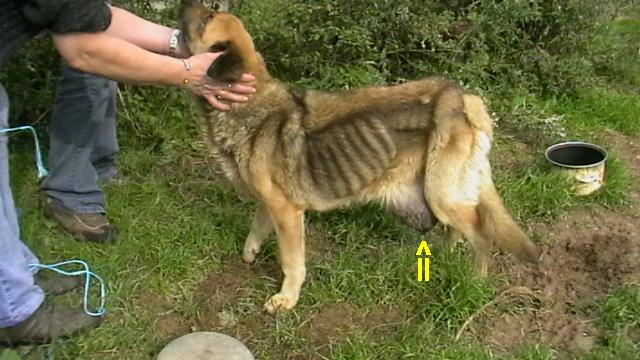
كلبة هزيلة تعاني من ورم في الثدي منذ 9 أشهر.

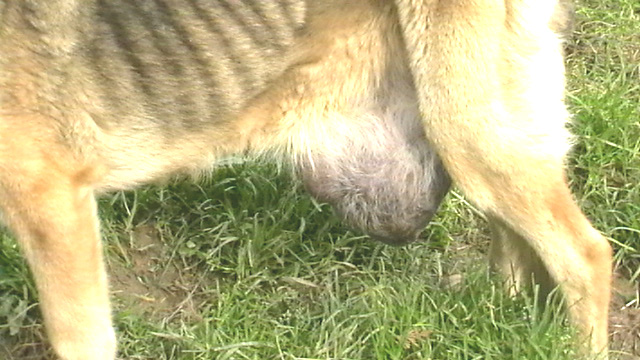
نفس الشيء، أقرب

صورة شعاعية (أشعة سينية) لكلب مصاب. تسبب النقائل صعوبة في التنفس للكلب.

### الأسباب
لا تزال الأسباب الدقيقة لظهور أورام الثدي عند الكلاب غير واضحة تمامًا. ومع ذلك، يبدو أن هرمونات دورة الإباضة تلعب دورًا هامًا. تُعد الكلاب الإناث غير المُعقمة أو تلك التي تم تعقيمها بعد دورة الإباضة الأولى أكثر عرضة للإصابة بأورام الثدي. تبلغ نسبة حدوث أورام الثدي عند الكلاب بشكل عام 3.4%. بينما تبلغ هذه النسبة 0.5% عند الكلاب التي تم تعقيمها قبل أول دورة إباضة، و8% عند الكلاب التي تم تعقيمها بعد دورة إباضة واحدة فقط. غالبًا ما تكون الأورام متعددة. ويبلغ متوسط عمر الكلاب المصابة بأورام الثدي من عشرة إلى أحد عشر عامًا. وقد ارتبطت السمنة في عمر عام واحد وتناول اللحوم الحمراء أيضًا بزيادة خطر الإصابة بهذه الأورام، وكذلك تناول الوجبات الغذائية عالية الدهون المصنوعة منزليًا. هناك عديد الفرضيات حول الآليات الجزيئية المشاركة في تطور أورام الثدي لدى الكلاب ولكن لم تُحدد طفرة جينية محددة.

### علم الأحياء
تاريخيًا، وُجد أن حوالي 50 بالمائة من أورام الثدي لدى الكلاب خبيثة، ومع ذلك، عند مراعاة سلوك الورم، قدرت إحدى الدراسات أن نسبة الخباثة الحقيقية في أورام الثدي تبلغ من 21% إلى 22%. تُعد الأورام الغدية والأورام الليفية الغدية من الأنواع الحميدة. تنقسم أورام الثدي الخبيثة إلى الساركومة، والساركومة السرطانية، والسرطانات التهابية، وسرطانات، وهي الأكثر شيوعًا. الأورام السرطانية الالتهابية هي أورام سريعة النمو وتتميز بالكدمات والوذمات والألم، ويمكن أن تسبب أيضًا تخثرًا منتشرًا داخل الأوعية الدموية. إنها النوع الأكثر خباثة من أورام الثدي الكلبية.
وتنقسم الأورام الخبيثة أيضًا من الناحية النسيجية إلى تلك التي تُظهر غزو جدار الأوعية الدموية وتلك التي لا تُظهره. تُعد الأورام التي لا تُظهر غزوًا لجدار الأوعية الدموية أكثر إيجابية في التشخيص. يبلغ متوسط مدة بقاء الكلاب المصابة بسرطان غدي غير متوغل عامين، بينما يبلغ متوسط مدة بقاء الكلاب المصابة بسرطان غدي متوغل عامًا واحدًا فقط. يُعد حجم الورم أيضًا عاملًا مهمًا في التشخيص، حيث تزداد احتمالية إنبثاث العقد الليمفاوية عند الكلاب التي يكون حجم الورم فيها أكبر من خمسة سنتيمترات. يُعد نوع الورم أيضًا عاملًا مهمًا. بلغ متوسط مدة بقاء الكلاب المصابة بالساركوما أو السرطان الغدي الساركومي من تسعة إلى اثني عشر شهرًا. يُعد السرطان الالتهابي من أكثر أنواع الأورام سوءًا في التشخيص، وعادةً ما يكون قد انتشر إلى أجزاء أخرى من الجسم عند تشخيصه. عادةً ما ينتشر أي ورم خبيث في الثدي إلى العقد الليمفاوية الإقليمية والرئتين.
لا تزال آليات تكوين أورام الثدي عند الكلاب على المستوى الجزيئي غير مفهومة تمامًا. ومع ذلك، فإن المعلومات المتزايدة حول المسارات الجزيئية المشاركة في تكوين هذه الأورام لديها إمكانات كبيرة لإكمال وتحسين نهج التشخيص والعلاج الحالي لهذه الأنواع من الأورام. بالإضافة إلى ذلك، تُظهر البيانات الحالية وجود تشابهات واختلافات كبيرة بين أورام الثدي عند الكلاب والإنسان على المستوى الجزيئي.

### التشخيص والعلاج
على الرغم من أن مظهر الورم وموقعه يمكن أن يشيران بقوة إلى كونه ورمًا ثدييًا، إلا أن التشخيص النهائي يتطلب أخذ خزعة لتحديد نوع الورم المحدد ومدى انتشاره. بالإضافة إلى ذلك، كشفت الأبحاث الحديثة أن أنماط التعبير الجيني المحددة يمكن أن تُشير إلى سلوك الورم الثديي الخبيث عند الكلاب.
يُعد الاستئصال الجراحي هو العلاج المفضل، لكن يجب إجراء أشعة سينية على الصدر أولًا لاستبعاد انبثاث الورم. يجب أن يُستأصل مع هوامش واسعة لمنع تكرار الورم، مع أخذ الغدة الثديية بأكملها إذا لزم الأمر. نظرًا لأن 40 إلى 50 بالمائة من أورام الثدي لدى الكلاب تحتوي على مستقبلات الإستروجين، فإن عديد الأطباء البيطريين ينصحون بالتعقيم.أظهرت دراسة حديثة تحسنًا في التشخيص عند تعقيم الكلاب وقت الجراحة أو بعد تعقيمها مؤخرًا. ومع ذلك، وجدت عديد الدراسات الأخرى عدم وجود تحسن في نتائج المرض عند إجراء التعقيم بعد ظهور الورم. نادرًا يُستخدم العلاج الكيميائي.

### السلالات المعرضة لخطر متزايد
- شيواوا
- بودل
- بريتاني سبانيال [الإنجليزية]
- سيتر انجليزي [الإنجليزية]
- مؤشر
- ترير الثعالب
- تيرير بوسطن [الإنجليزية]
- دلل الذليل[9]
- لاسا أبسو

## في القطط
تُشكل أورام الثدي ثالث أكثر أنواع الأورام شيوعًا عند القطط، بعد أورام الجهاز الليمفاوي وأورام الجلد. وفقًا لإحدى الدراسات، انخفض معدل الإصابة بأورام الثدي لدى القطط بنسبة 91 بالمائة عند تعقيمها قبل سن ستة أشهر وبنسبة 86% عند تعقيمها قبل سن سنة واحدة. يبدو أن القطط السيامية والسلالات اليابانية أكثر عرضة للإصابة، ويبدو أيضًا أن السمنة تُعد عاملًا في تطور الورم. تُشكل الأورام الخبيثة من 80% إلى 96% من أورام الثدي عند القطط، وتكون غالبًا سرطانات غدية. قد تُصاب القطط الذكور أيضًا بسرطان غدي في الثدي، وإن كان ذلك نادرًا، وتكون مسار المرض مشابهًا للقطط الإناث. كما هو الحال عند الكلاب، يُعد حجم الورم عاملًا مهمًا في التشخيص، على الرغم من أن حجم الورم الأصغر من ثلاثة سنتيمترات يكون أقل تنبؤًا. وفقًا لإحدى الدراسات، فإن متوسط مدة بقاء القطط التي تحتوي على أورام أقل من ثلاثة سنتيمترات 21 شهرًا، والقطط التي تعاني من أورام يزيد حجمها عن ثلاثة سنتيمترات كان متوسط بقاءها على قيد الحياة 12 شهرًا. تتحتوي حوالي 10% من أورام الثدي عند القطط على مستقبلات الإستروجين، لذلك فإن تعقيم القطة وقت الجراحة لا يُؤثر بشكل كبير على تكرار الورم أو مدة البقاء. يميل انتشار الورم إلى الرئتين والعقد الليمفاوية، ونادرًا ما ينتشر إلى العظام. التشخيص والعلاج مماثل للكلب. هناك تشخيص أفضل مع الجراحة الجذرية الثنائية مقارنة بالجراحة الأكثر تحفظًا. وقد أظهر الدوكسوروبيسين بعض النجاح في العلاج.

## في الجرذان

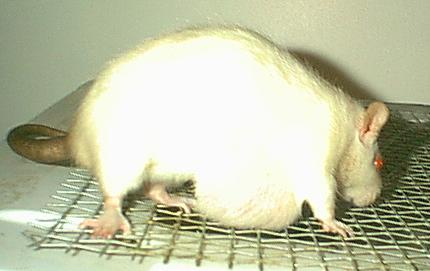
ورم ثديي في جرذ.

تُشكل الأورام الليفية الغدية الحميدة معظم أورام الثدي عند الجرذان، وهي أيضًا أكثر أنواع الأورام شيوعًا عندها. تُشكل الأورام الغدية الخبيثة أقل من 10% من هذه الأورام. تُصيب هذه الأورام الجرذان الذكور والإناث. يمكن أن تكون الأورام كبيرة الحجم وتظهر في أي مكان على الجذع. يُعد الاستئصال الجراحي علاجًا فعالًا مع تشخيص إيجابي. تُقلل عملية التعقيم من خطر الإصابة بأورام الثدي عند الفئران.

## في الفئران
معظم أورام الثدي عند الفئران هي سرطانات غدية. يمكن أن تُسببها العدوى الفيروسية. تُعد معدلات تكرار الورم مرتفعة، وبالتالي يكون التشخيص ضعيفًا. يحدث غزو الأنسجة المحلية وانتشار الورم إلى الرئتين بشكل متكرر. من الفيروسات المعروفة التي تصيب الفئران فيروس الورم الثديي لدى الفئران [الإنجليزية]، والذي قد يكون السبب الأكثر شيوعًا لهذا الورم لدى الفئران.

## في الحيوانات الأخرى
- الغرير: الأورام الثديية نادرة عند الغرير. تُظهر هذه الأورام عادةً كتلة ناعمة داكنة اللون. تُعد معظمها حميدة وتظهر بشكل متكرر عند الذكور المُعقمين. يوصى بإجراء عملية جراحية.
- خنازير غينيا: تظهر أورام الثدي عند خنازير غينيا عند الذكور والإناث. معظمها حميدة، ولكن 30 بالمائة منها عبارة عن أورام غدية سرطانية.[27] وعادة لا تنتشر هذه الأورام، ولكن الجراحة العدوانية ضرورية لمنع تكرار ظهورها.
- الهامستر والجربوع: تميل الأورام الثديية إلى أن تكون حميدة في الهامستر وخبيثة في الجربوع.
- القنافذ: سرطان الغدة الثديية هو الورم الأكثر شيوعًا لدى القنفذ.[26]

## الملاحظات
1. ↑  بعد أورام الجلد
2. ↑  عادةً ما تكون سرطانات لانمطية [الإنجليزية]
3. ↑  بما في ذلك سرطانات غدية
4. ↑  إزالة كلتا السلسلتين الثدييتين